# Indulf skót király
Ildulb mac Causantín (angolosan Indulf), (927 k. – 962) becenevén An Ionsaighthigh, „Támadó”, 954-től 962-es haláláig Skócia királya volt. Apja II. Konstantin, anyja pedig talán  II. Eadwulf northumbriai uralkodónak – aki száműzetését töltötte Skóciában – volt a lánya.
John of Fordun és mások úgy vélik, hogy Indulf I. Malcolm  uralkodása idején Strathclyde királya volt, mivel azt a nézetet vallják, hogy a 940-es években Strathclyde a Skót Királyság része volt. Ez a nézet manapság már nem tartható.
Az Alba királyainak krónikája így ír: „Ezen időben oppidum Eden”, amit általában Edinburgh-val azonosítanak, „kiüríttetett és által adatott a skótoknak mindmáig”. Ezt úgy értelmezik, hogy Lothian, de legalábbis jelentős része, ekkoriban Indulf kezére került. Azonban Lothian elfoglalása minden bizonnyal inkább egy folyamat, mintsem egyetlen esemény volt, az Alba és Bernicia közötti határok pedig már jóval Indulf uralkodása előtt is Edinburgh-tól délre és keletre húzódhattak.
Indulf halálát 962-re datálja a Chronicon Scotorum, az Alba királyainak krónikája pedig hozzáteszi, hogy Cullen közelében, a vikingekkel vívott csatában ölték meg.  A  Prophecy of Berchán (Berchán jövendölése) ugyanakkor arról számol be, hogy a halál „ugyanazon szent apostol házában, ahol atyja (meghalt)” következett be, azaz a Céli Dé kolostorában, St Andrewsban. Iona szigetén temették el.
Indulfot elődjének fia,  Dub (Dub mac Maíl Coluim) követte a trónon. Fiai Culen és Amlaíb később ugyancsak királyok lettek. Harmadik fia, Eochaid, Culennel együtt a strathclyde-iak áldozata lett 971-ben.